# Vårparaden
Vårparaden är en amerikansk film från 1940 i regi av Henry Koster. Filmen är en musikal med komedi och romantikinslag. Deanna Durbin gör huvudrollen som en ung ungersk flicka som hjälper en ung okänd kompositör (Robert Cummings) att slå igenom.

## Rollista
- Deanna Durbin - Ilonka Tolnay
- Robert Cummings - Harry Marten
- Mischa Auer - Gustav
- Henry Stephenson - Franz Joseph
- S.Z. Sakall - Latislav Teschek
- Walter Catlett - hovmästaren
- Anne Gwynne - Jenny
- Allyn Joslyn - Zorndorf
- Reginald Denny - majoren
- Franklin Pangborn - Wiedlemeyer